# Karl Burgener
Karl Burgener (* 25. Oktober 1918 in Zermatt; † 28. März 1994 in St. Niklaus) war ein Schweizer katholischer Geistlicher, Komponist, Schriftsteller, Liedtexter, Chorleiter und Dirigent. Er war von 1965 bis 1993 Pfarrer in St. Niklaus und ist einer der bedeutenden Förderer des Kirchengesanges des Oberwallis des 20. Jahrhunderts.

## Leben

### Lehrjahre
Nach der klassischen Matura im Kollegium Brig, das damals noch unter priesterlicher Führung stand, trat Karl Burgener im Jahre 1939 ins Priesterseminar von Sitten ein. Dort empfing er am 27. Juni 1943 aus der Hand von Bischof Viktor Bieler die Priesterweihe. Danach bildete er sich bei Charles Haenni (1867–1953) in Sitten und am Konservatorium Freiburg im Üechtland musikalisch weiter. Daneben war er von 1944 bis 1945 auch noch der Sekretär der Katholischen Aktion.

### Kaplan und Pfarrer
1945 wurde Burgener Kaplan in St. Niklaus. 1960 übernahm er die Pfarrei Saas-Grund und kehrte als Pfarrer 1965 nach St. Niklaus zurück. Seit 1981 war er auch der Pfarrer von Herbriggen. Mit dem goldenen Priesterjubiläum im Jahre 1993 nahm er seinen Abschied aus der Pfarreiseelsorge von St. Niklaus und Herbriggen. 
Karl Burgener widmete sich der Seelsorge auch auf überpfarreilicher Ebene, so war er zudem Feldprediger und Arbeiterinnen-Seelsorger. Schliesslich war er im Jahr 1988 einer der Mitbegründer des Schweizerischen Katholischen Kirchenmusikverbands (SKMV). Auch war er Verwaltungsrat der Verbandszeitschrift Katholische Kirchenmusik.

### Komponist
Burgener komponierte 126 Partiturseiten eigene Musik. Dazu zählen acht Messen für Kirchenchor mit und ohne Orgel, 70 weitere Chorstücke, zwei Konzertstücke, aber auch Märsche für die Blasmusik wie Gruss an St. Niklaus (1954, SV) sowie Walliser Zenden-Marsch (1979, Verlag Emil Ruh) und 90 vier-, drei- oder zweistimmige Volkslieder (u. a. Das Lied vom Matterhorn). Die letzteren sind zweistimmig im 271-seitigen Walliser Liederbuch veröffentlicht worden, das von den Geschwistern Lea Imboden-Burgener, Pfarrer Karl Burgener und Pfarrer German Burgener im Jahre 1983 im Rotten Verlag aufgelegt wurde. Ein Teil dieser Lieder ist zudem im Jahre 1982 auf Tonträger aufgenommen worden. Alle Werke von Karl Burgener werden im Staatsarchiv des Kantons Wallis in Sitten aufbewahrt.

### Schriftsteller und Liedtexter
Burgener veröffentlichte 1976 das Buch Pfarrei und Kirche von St. Niklaus. Darüber hinaus arbeitete er an der 100-jährigen, im Jahre 1991 herausgegebenen Verbandsgeschichte des Oberwalliser Cäcilienverbands mit. Zudem dichtete er selber viele Texte zu seinen Kompositionen in Latein, in Hochdeutsch und in Walliserdeutsch.

### Chorleiter
Burgener gründete 1945 in St. Niklaus den gemischten Kirchenchor. Insgesamt über 40 Jahre war er als Chorleiter tätig. Die Erstaufführungen seiner Kompositionen fanden jeweils durch den Kirchenchor in St. Niklaus statt. 
Von 1946 bis 1979 war er zudem Präses des Dekanatscäcilienverbandes Visp, seit 1946 Aktuar und von 1975 an Vorstandsmitglied. Von 1978 bis 1992 war er Diözesanpräses des Oberwalliser Cäcilienverbandes (OCV). Als solcher war er lange Jahre Diözesanvertreter im Allgemeinen Cäcilienverband der Länder deutscher Sprache.

### Dirigent
Burgener war im Jahre 1963 Gründer der «Musikgesellschaft Enzian» in Saas-Grund. Von 1954 bis 1960 und von 1966 bis 1988 dirigierte er die «Musikgesellschaft Edelweiss» St. Niklaus VS. 

## Würdigung
Die Gemeinde St. Niklaus hat Pfarrer Karl Burgener im Jahre 1962 zum Ehrenbürger ernannt. Er gilt als einer der bedeutenden Förderer des Kirchengesanges des Oberwallis des 20. Jahrhunderts.